# Stéfanie Prezioso
Pour les articles homonymes, voir Prezioso.
Stefania Prezioso Batou, connue sous le nom de Stéfanie Prezioso, née le 25 janvier 1969 à La Chaux-de-Fonds (originaire d'Yverdon-les-Bains), est une historienne, professeure d’université et personnalité politique suisse, membre de solidaritéS puis d'Union populaire (Ensemble à Gauche).
Elle a été députée du canton de Genève au Conseil national de décembre 2019 à décembre 2023.

## Biographie
Stefania Prezioso naît le 25 janvier 1969 à La-Chaux-de-Fonds, d'un père napolitain, ouvrier dans l'industrie horlogère et militant socialiste, et d'une mère sicilienne, inscrite au Parti communiste italien.
La famille déménage à Yverdon au début des années 1980, à la suite de la crise horlogère. Les parents y ouvrent un magasin. Après son gymnase à Lausanne, Stéfanie Prezioso étudie l'histoire à l'Université de Lausanne, avec un séjour d'études à l’Université de Florence entre 1992 et 1993, où elle réalise un mémoire consacré à l’antifascisme. Elle obtient sa licence en 1994, son mémoire consacré à Fernando Schiavetti recevant le Prix de la Società Dante Alighieri en 1995. Son doctorat, obtenu en 2002 sous la direction de Gabriele Turi et Hans-Ulrich Jost et portant également sur Fernando Schiavetti, reçoit le Prix de la Faculté des Lettres de l'Université de Lausanne 2003.
Elle obtient une bourse de recherche du FNRS et travaille de 2003 à 2007 en France (Paris-VIII) et en Italie sur l’expérience de guerre des engagés volontaires français et italiens dans la première moitié du XXe siècle. Elle est nommée professeure associée en tenure track à l’université de Lausanne en 2005, puis lecturer au Trinity College de Dublin en 2009 où elle travaille avec l'historien John Horne[réf. nécessaire].
En 2010, elle est nommée professeure associée à l’Université de Lausanne, où elle enseigne l'histoire internationale contemporaine à la Faculté des sciences sociales et politiques.
Elle est mariée au politicien Jean Batou, historien et ancien député au Grand Conseil du canton de Genève.

### Travaux et recherches
Ses travaux portent en particulier sur les expériences de guerre (notamment la Première Guerre mondiale), la prise d'arme révolutionnaire (durant la première guerre mondiale, la guerre civile espagnole et la résistance), les fascismes et antifascismes, les mouvements ouvriers organisés et plus généralement sur les petites gens. Elle s'est aussi intéressée aux problèmes historiographiques relatifs à l'appropriation de la mémoire historique (usages publics et politiques de l'histoire), en particulier sur les médias sociaux.
Son expertise sur l’Italie contemporaine lui vaut d’être sollicitée par des revues européennes, des universités européennes et des organismes internationaux, en particulier la Mission du Centenaire 14-18, dont elle est membre depuis sa constitution en 2012, et le European Labour History Network. Elle est également régulièrement appelée à intervenir dans des colloques internationaux.[réf. nécessaire]
Elle est membre de l’Association d’études pour l’histoire du mouvement ouvrier et du comité de rédaction de la revue en ligne Contretemps. Elle est également membre de la société italienne d'histoire contemporaine, de la société italienne des historiennes et du Collectif de recherche international et de débat sur la guerre de 1914-1918[réf. nécessaire].

## Parcours politique
Elle adhère à SolidaritéS en 2003 ; parti dont elle se retire tout début 2021 avec 35 autres membres pour fonder Résistons,.
Elle accède le 16 septembre 2004 au Conseil municipal de la Ville de Genève, en remplacement de Pierre Vanek, démissionnaire, et y siège jusqu'au 21 mai 2015. Elle est critiquée pour être arrivée régulièrement en retard aux séances, avoir été souvent absente et n'avoir pris que rarement la parole, allégations qu'elle réfute dans le journal Le Temps.
Candidate au Conseil national lors des aux élections fédérales de 2019 sur la liste « Ensemble à gauche - solidaritéS - DAL », elle obtient 4 473 voix et n'est pas élue. Jocelyne Haller est élue avec 5 163 voix mais annonce préférer rester au Grand Conseil ; le suivant sur la liste, Jean Burgermeister, refuse aussi, pour les mêmes raisons et « pour éviter qu'un homme prenne la place d'une femme ». Stéfanie Prezioso  accepte elle le mandat,. Elle rejoint le groupe des Verts et siège au sein de la Commission de la science, de l'éducation et de la culture (CSEC).
Lors de la pandémie de Covid-19, elle ne peut pas participer à certaines sessions des Chambres fédérales, car elle considérée comme personne à risque (ayant un emphysème pulmonaire), ce qui « fait jaser ». En réponse, elle demande une nouvelle législation pour le vote à distance au Conseil national.
Elle ne se présente pas pour un nouveau mandat aux élections fédérales de 2023.

## Publications
- Stéfanie Prezioso, Découvrir l’anti fascisme,  Les Éditions sociales, 2025, 216 p.,  9782353671199
- Stéfanie Prezioso (textes choisis et présentés par), Contre la guerre 14-18 : résistances mondiales et révolution sociale, Paris, La Dispute, 2017, 416 p. (ISBN 978-2-84303-281-3)

- (en) Stéfanie Prezioso, « The Anti-fascist Revolution : Remembering the Action Party, one of Italy’s biggest anti-fascist partisan movements », Jacobin,‎ 5 août 2017 (lire en ligne, consulté le 2 décembre 2019)

- Stéfanie Prezioso, « L’antifascisme italien entre deux révolutions : Carlo Rosselli, Giustizia e Libertà et la révolution antifasciste », Dissidences, no 7,‎ été 2014 (lire en ligne, consulté le 2 décembre 2019)

- Stéfanie Prezioso (éd.) et David Chevrolet (éd.), L'heure des brasiers : violence et révolution au XXe siècle, Lausanne, En bas, 2011, 325 p. (ISBN 978-2-8290-0383-7)

- Stéfanie Prezioso (dir.), Jean-François Fayet (dir.), Gianni Haver (dir.), Enzo Traverso et al., Le Totalitarisme en question, Paris, L'Harmattan, 2008, 192 p. (ISBN 978-2-296-05297-0)

- Stéfanie Prezioso, « La Concentrazione d'azione antifascista (Concentration d'action antifasciste), active de 1927 à 1934 », in Aujourd'hui en Espagne, demain en Italie. L'exil antifasciste italien et la prise d'armes révolutionnaire, Vingtième Siècle, Revue d'histoire, 2007/1, no 93, p. 79-91, DOI 10.3917/ving.093.0079, [lire en ligne]

- (it) Stéfanie Prezioso, Itinerario di un "figlio del 1914". Fernando Schiavetti dalla trincea all'antifascismo, Manduria-Bari-Rome, 2004 (Piero Lacaita)